# 桐生ザベスト
桐生ザベスト（きりゅうザベスト、1993年5月1日 - ）は、日本のお笑い芸人。お笑いコンビ・ブラックメンソールのメンバー。相方はベストパフォーマンス・ハタ。立ち位置は向かって右。吉本興業所属。日本将棋連盟 吉本興業支部 会長。

## 略歴
群馬県前橋市出身。群馬県立前橋高等学校卒業後、二年の浪人を経て慶應義塾大学に入学。大学在学中の2017年にNSC東京校に入学する。NSC東京校を卒業したのち、大学は中退した。
大学時代は慶應義塾大学のお笑いサークル「お笑い道場O-keis」に所属していた。NSC東京23期生によるNSC大ライブTOKYO 2018ではピン芸人として決勝に進出。
2019年に大学時代の先輩が管理するwebメディアの企画スタッフとして活動を開始。また、同年に吉本関東将棋部の一員として東京アマチュア将棋連盟主催の将棋アマチュア団体戦、社団戦に参加する。2021年から吉本興業所属の芸人をメンバーとしたYoutubeチャンネルよしもと将棋芸人 と金チャンネルに出演。一部動画の企画、編集も行っている。2023年にBSよしもとで放送された第一期吉本芸人将棋最強トーナメント決勝にてシャンプーハットてつじに勝利し、優勝を果たした。
2024年にと金チャンネルメンバーの一人ベストパフォーマンス・ハタとお笑いコンビブラックメンソールを結成。
2025年にBSよしもとで放送された第一期芸人将棋最強トーナメント決勝にておミルク 藤本憲（ケイダッシュステージ所属）に勝利。初代優勝者となる。（前年の第一期吉本芸人将棋最強トーナメントから数えると二連覇。）

## 人物
- 高校時代は将棋部に所属していた。棋力は将棋ウォーズ10分切れ負け四段、3分切れ負け五段、10秒切れ負け四段[10]。得意戦法は三間飛車だが、振り飛車対居飛車となる対抗型を好む[11]。
- ピアノの演奏と目隠し将棋を同時に進行している状態の谷合廣紀四段と対局し、桐生が勝利した[12]。
- 黒い服とサングラスがトレードマーク。なお、サングラスは大学時代から着用している[3]。
- M-1グランプリには大学在学中から出場しており、2016年には２回戦に進出している[13]。
- お笑いサークル所属時は同サークルの髙比良くるま、松井ケムリそれぞれとコンビを組んだことがある[14]。また、二人とはNSC東京校の同期[15]。
- 好きなお菓子はブルボンのチョコリエール[16]。明治のチョコレートも好んで食べる[17]。
- 愛煙家である[18]。
- 芸名の「ザベスト」はバラエティ番組世界まる見え!テレビ特捜部内のコーナー「ザ・ベスト」が好きだったことに由来する。また「『桐生』といえばこの人」といった存在になりたかったこともあり、桐生姓の著名人桐生祥秀に対抗する意味も込めて芸名に取り入れた[19]。

## エピソード
- 中学時代、画用紙で自作した将棋盤と駒を各クラスに配布し学年で将棋を流行らせた[20][21]。